# Подбоже (Островський повіт)
Подбоже (пол. Podborze) — село в Польщі, у гміні Острув-Мазовецька Островського повіту Мазовецького воєводства.
Населення — 458 осіб (2011).
У 1975-1998 роках село належало до Остроленцького воєводства.

## Демографія
Демографічна структура станом на 31 березня 2011 року:
|          | Загалом | Допрацездатний вік | Працездатний вік | Постпрацездатний вік |
| -------- | ------- | ------------------ | ---------------- | -------------------- |
| Чоловіки | 220     | 58                 | 143              | 19                   |
| Жінки    | 238     | 61                 | 129              | 48                   |
| Разом    | 458     | 119                | 272              | 67                   |